# Tridecan
Tridecan hoặc n-tridecan là một alkan có công thức hóa học là CH3(CH2)11CH3. Tridecan là chất lỏng không màu dễ bắt lửa. Trong công nghiệp, chúng chỉ được sử dụng làm thành phần của các loại nhiên liệu và dung môi. Trong phòng thí nghiệm hoặc trong nghiên cứu, tridecan cũng được sử dụng như một chất làm sạch quá trình chưng cất.

## Sự xuất hiện trong tự nhiên
Nhộng của bọ xít xanh sản xuất tridecan như một pheromone phân tán/tập hợp, có thể dùng để bảo vệ, chống lại những kẻ săn mồi. Nó cũng là thành phần chính của chất dịch phòng thủ do bọ xít Cosmopepla bimaculata tiết ra.